# Кравченко Петро Петрович
Кравченко Петро Петрович (4 жовтня 1873 - †?) — полковник Дієвої Армії УНР.

## Життєпис
Закінчив Кременчуцьке реальне училище, військово-училищні курси Київського піхотного юнкерського училища (у 1893 році), вийшов підпоручиком до лейб-гвардії Волинського полку у місті Варшава. З 1906 року служив в інтендантському управлінні Київського військового округу. Станом на 1 січня 1910 року — секретар Київського окружного інтендантського управління. З 13 червня 1910 року — полковник, головний наглядач Варшавського складу майна. З 1914 року — місцевий інтендант Двинського військового округу.
З грудня 1917 року — начальник інтендантського управління Військового міністерства Центральної Ради. Станом на 29 вересня 1919 року — працівник Головного інтендантського управління Дієвої Армії УНР. 
Подальша доля невідома.